# Software de Operaciones Mantenimiento y Administración Aeronáutico
Un software de operaciones, mantenimiento y administración para la industria aeronáutica (SOMA), es un software que permite a talleres de aeronaves y empresas de chárter administrar sus operaciones aeronáuticas: ingresos, gastos, compras, logística, inventario, ingeniería, planificación, mantenimiento, control de calidad y aseguramiento de calidad.

## Características

### Problemas

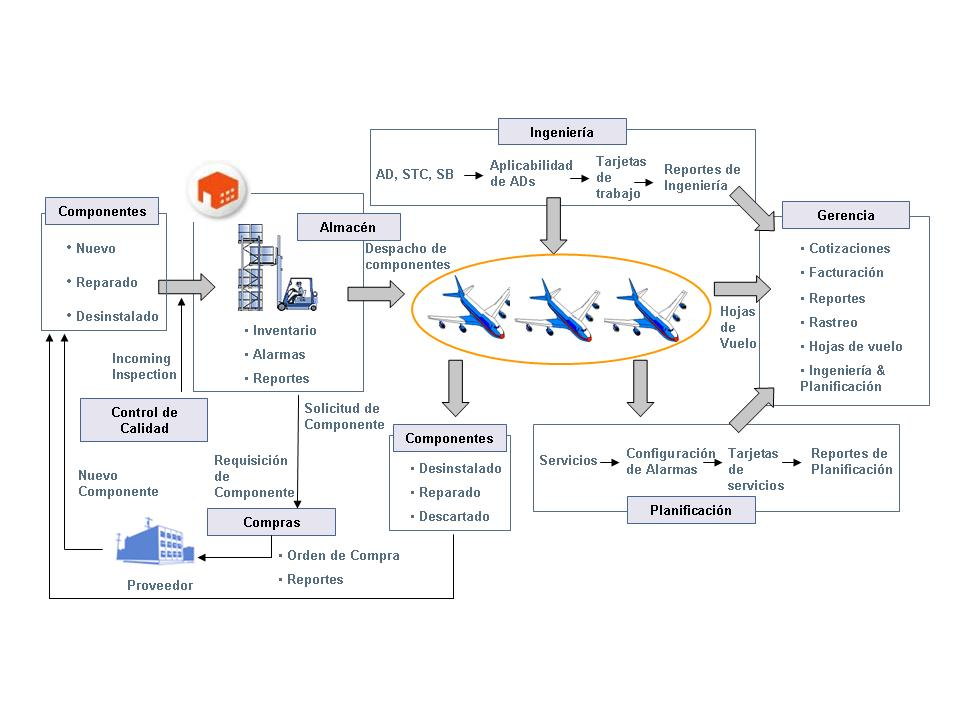
Diagrama de flujo.

- Control de inventario: componentes que desaparecen y sobre inventario.
- Problemas para saber con antelación las fechas de expiración de componentes en el almacén.
- Toma mucho tiempo integrar los reportes para las autoridades aeronáuticas.
- Toma mucho tiempo y esfuerzo conocer los costos detallados y totales de mantenimiento.
- Toma mucho tiempo y esfuerzo conocer los costos detallados de componentes.
- Es muy difícil planificar servicios de mantenimiento con la debida anterioridad.
- Aeronaves se mantienen en tierra por días esperando por la llegada de componentes.
- Con el crecimiento de la empresa se hace difícil hacer el seguimiento de cada una de las directivas de aeronavegabilidad (ADs) para cada aeronave.
- Es difícil llevar registro del rastreo de cada componente.
- Toma mucho tiempo la consolidación para generar reportes integrados de la empresa.

### Ventajas
- Nunca tener una aeronave en tierra (AOG) debido a mantenimiento no planificado o falta de componentes.
- Seguimiento de horas de vuelo.
- Seguimiento del mantenimiento de todas las aeronaves basado en un plan de mantenimiento preestablecido.
- Seguridad aérea, siempre cumplir con ADs provenientes de fabricantes y requerimientos de los entes gubernamentales.
- El gerente de mantenimiento puede hacer seguimiento parcial o total de cada servicio de mantenimiento y AD.
- Tener los componentes inspeccionados y serviciables a tiempo para mantenimiento y servicios.
- Reportes de inventario de componentes en tiempo real.
- Solicitud automática de componentes una vez que cada componente llega a su punto de reabastecimiento en el almacén.
- Seguimiento y control de proceso de compras.
- Planeación de los requerimientos de material.
- Reportes de componentes instalados y tiempo total de uso en tiempo real.
- Seguimiento de costos de mantenimiento y costos por cliente durante un período.
- Mantener el control de costos de componentes dentro y fuera de las aeronaves.
- Reportes de rastreo de componentes en tiempo real.
- Mantener el control del inventario de componentes.
- Reportes a la medida para cumplir con las autoridades aeronáuticas regionales.
- Poder acceder a los reportes desde cualquier parte del mundo.

## Implantación
El proceso de implantación típicamente es el siguiente:
- Levantamiento de requerimientos de negocio: Se entrevista a los principales ejecutivos y gerentes para entender sus necesidades de negocio (director de operaciones, director de mantenimiento, gerente de mantenimiento, gerente de ingeniería, director de finanzas y/o gerente de control de calidad.
  - Una vez realizados estas reuniones, se procede a:
    - Construir un documento de levantamiento de requerimientos.
    - Revisar los requerimientos con el cliente.
    - Ajustar los requerimientos de acuerdo a las sugerencias del cliente.
    - Se presenta una versión final del documento.

- Levantamiento de requerimientos de usuarios y data del cliente
  - Instalación de software y configuración: el cliente completa un cuestionario para determinar el número de usuarios, atributos, flotas, aeronaves, almacenes, etc. Con esta información se configura esta información en el software.
  - Migración de datos: se realiza la migración automática de información del cliente al software (catálogo de componentes, directivas de aeronavegabilidad, manuales, tarjetas de trabajo)

- Entrenamiento: Una vez que la instalación fue realizada, se procede al entrenamiento de los usuarios de forma remota o presencial.

- Soporte: Usualmente, el cliente tiene acceso a soporte vía electrónica, vía telefónica y presencial.

- Datos: Q6131204